# Ульман, Леопольд
Леопольд Ульман (нем. Leopold Ullmann; также известный как Lion Baruch Ullmann Лион Барух Ульман и Ludwig Ullmann Людвиг Ульман; 1804, Санкт-Гоар — 4 сентября 1843, Франкфурт-на-Майне) — немецкий раввин, востоковед, переводчик Корана на немецкий язык.

## Биография
Посещал талмудические школы в Бингене и Дармштадте.
В 1829 году был рукоположен в раввины Дармштадта, Майнца и Михельштадта.
В 1829—1833 годах в Боннском университете изучал арабистику под руководством Георга Вильгельма Фрейтага.

## Научное наследие
К 1840 году подготовил новый перевод Корана на немецкий язык.  Данное издание является первым немецким полным переводом Корана. Первый тираж в 4 тысячи экземпляров был быстро реализован, и в 1897 году вышло в свет уже девятое издание этого перевода. На сегодняшний день этот перевод является устаревшим.

### Труды
- Ullmann Lion. Synagogen-, Trauungs- und Begräbnisordnung für die Israelitische Gemeinde des Konsistorialsprengels Crefeld. — Krefeld, 1836.
- Ullmann Ludwig. Der Koran; Muòhammad; aus dem Arabischen wortgetreu neu übersetzt, und mit erläuternden Anmerkungen. — Verlag J. H. Funcke. — Krefeld, 1840.